# ウェンデル・ホワイト
ウェンデル・ホワイト（Wendell White、1984年9月3日 - ）は、アメリカ合衆国カリフォルニア州カーソン出身のプロバスケットボール選手である。身長198cm、体重100kgで、ポジションはパワーフォワード。
2009年、bjリーグの浜松・東三河フェニックスに加入し、2009-2010シーズンのMVPを受賞、浜松のリーグ優勝にも貢献した。以後京都ハンナリーズ、大分ヒートデビルズ、浜松への復帰を経て、2013年より仙台89ERSに加入。2015-2016シーズンには2度目のシーズンMVPに選ばれた。
なお、ポジションは浜松、京都、および2016年までの仙台ではガード/フォワード、大分在籍時はセンター/フォワードと登録されていた。

## 来歴
ネバダ大学ラスベガス校から、NBAデベロップメント・リーグのロサンゼルス・ディーフェンダーズに入団。
その後、韓国プロバスケの原州東部プロミを経て、2009年、浜松・東三河フェニックスに移籍。レギュラーシーズン52試合に出場し、1試合平均得点でリーグ3位の22.2得点をあげ、チームの東カンファレンス1位に貢献し、2009-2010年シーズンのbjリーグレギュラーシーズンMVPおよびベスト5に選出された。
2010年、京都ハンナリーズに移籍。2011年3月、東日本大震災が原因で退団。ユニフォームの名前は「WHITE JR」であった。
2011年、大分ヒートデビルズに加入。2012年11月末まで在籍。12月6日、浜松・東三河フェニックスと契約。シーズン終了後退団。
2013年、仙台89ERSに移籍。bjリーグ 2015-16シーズンには2度目となるレギュラーシーズンMVPを受賞したが、チームはプレイオフ・セミファイナルで敗れ、ファイナル進出を逃した。シーズン終了後に一旦チームを離れたが、2016-17シーズンが開幕した後の2016年11月16日、再び仙台と選手契約を結んだ。
2017-18シーズンは広島ドラゴンフライズに加入。2017年12月、古巣の三遠ネオフェニックスに移籍。

### 個人成績
| シーズン | チーム | GP | GS | MPG  | FG%  | 3P%  | FT%  | RPG  | APG | SPG | BPG | TO  | PPG  |
| -------- | ------ | -- | -- | ---- | ---- | ---- | ---- | ---- | --- | --- | --- | --- | ---- |
| 2009-10  | 浜松   | 52 | 45 | 33.2 | 46.3 | 28.0 | 72.5 | 9.2  | 3.9 | 2.0 | 0.5 | 2.6 | 22.2 |
| 2010-11  | 京都   | 40 | 36 | 29.8 | 54.7 | 28.9 | 71.4 | 9.9  | 4.0 | 1.5 | 0.6 | 2.5 | 19.4 |
| 2011-12  | 大分   | 43 | 42 | 31.9 | 47.5 | 32.2 | 69.9 | 9.8  | 2.6 | 1.4 | 0.4 | 2.1 | 18.6 |
| 2012-13  | 大分   | 12 | 12 | 16.8 | 41.9 | 28.9 | 60.4 | 13.2 | 3.3 | 1.3 | 0.4 | 2.5 | 16.8 |
| 2012-13  | 浜松   | 20 | 7  | 28.2 | 41.1 | 36.5 | 70.4 | 8.8  | 3.1 | 1.3 | 0.4 | 2.4 | 20.0 |
| 2013-14  | 仙台   | 47 | 22 | 30.7 | 43.6 | 30.1 | 68.8 | 9.6  | 3.0 | 1.3 | 0.4 | 2.4 | 20.1 |
| 2014-15  | 仙台   | 40 | 0  | 25.9 | 47.9 | 30.5 | 70.9 | 7.8  | 2.8 | 0.8 | 0.3 | 1.7 | 18.8 |
| 2015-16  | 仙台   | 52 | 52 | 30.7 | 54.1 | 34.7 | 69.8 | 12.2 | 3.9 | 1.6 | 0.7 | 2.8 | 25.3 |
| 2016-17  | 仙台   |    |    |      |      |      |      |      |     |     |     |     |      |
| 2017-18  | 広島   |    |    |      |      |      |      |      |     |     |     |     |      |
| 2017-18  | 三遠   |    |    |      |      |      |      |      |     |     |     |     |      |